# Kim Sae-ron
Kim Sae-ron (em coreano: 김새론; Seul, 31 de julho de 2000 – Seul, 16 de fevereiro de 2025) foi uma atriz sul-coreana. Começou sua carreira em 2001, como modelo infantil, e fez a transição para a atuação em 2009. Sua carreira de atriz começou com A Brand New Life (2009) e ela se tornou conhecida por The Man From Nowhere (2010). O último papel lhe rendeu uma indicação de Melhor Nova Atriz - Filme no 47º Baeksang Arts Awards.
Mais tarde, estrelou a série dramática de televisão Listen to My Heart (2011), The Queen's Classroom (2013) e Hi! School: Love On (2014), junto com o filme A Girl at My Door (2014). Seu primeiro papel principal adulto foi no drama de televisão Secret Healer (2016).
Ao longo dos anos, Kim construiu uma reputação como uma das jovens atrizes mais promissoras da Coreia do Sul. No entanto, em 2022, sua carreira estagnou após um incidente de dirigir embriagada, o que levou à reação pública e consequências legais. Posteriormente, ela foi retirada de seus papéis nos dramas Trolley (2022), e a maior parte da cena com ela na série Bloodhounds (2023) foi editada.
Kim foi encontrada morta em sua casa em Seul, Coreia do Sul, em 16 de fevereiro de 2025, aos 24 anos. Sua morte foi considerada suicídio.

## Início da vida e educação
Kim Sae-ron nasceu em Seul em 31 de julho de 2000. Kim tinha duas irmãs mais novas, Kim A-ron e Kim Ye-ron, que também são atrizes. Ela frequentou a Miyang Elementary School em Seul, e se formou na Yang-il Middle School em Ilsan em fevereiro de 2016. Ela então começou a frequentar a School of Performing Arts Seoul. Em 2018, Kim foi admitida no Departamento de Artes Cênicas e Estudos Cinematográficos da Universidade Chung-Ang.

## Carreira

### 2001–2014: estreia como modelo infantil e transição para a atuação
Kim começou sua carreira em 2001, fazendo sua estreia como modelo infantil.
O primeiro papel de Kim como atriz foi no filme de 2009 A Brand New Life, dirigido pelo cineasta franco-coreano Ounie Lecomte e vagamente baseado em sua vida. Kim interpretou a personagem principal, uma menina de nove anos chamada Jin-hee, que é abandonada pelo pai em um orfanato depois que ele se casa novamente, e mais tarde é adotada por um casal francês. Kim compareceu ao Festival de Cinema de Cannes quando o filme foi exibido lá em uma exibição especial, tornando-se a atriz mais jovem a ser convidada para o festival.

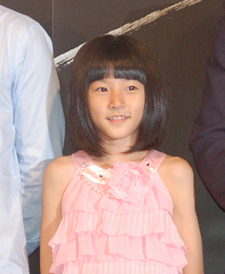
Kim em 2010

Ela então coestrelou com Won Bin em The Man From Nowhere, que foi o filme de maior bilheteria na Coreia do Sul em 2010. Ela interpretou Jung So-mi, a filha de um viciado em heroína que é sequestrada por uma quadrilha do crime organizado. Durante as filmagens, ela só teve permissão para assistir suas próprias cenas no monitor. Kim ganhou vários prêmios por seus dois primeiros papéis, incluindo Melhor Nova Atriz no Korean Film Awards e Buil Film Awards, junto com uma indicação ao Baeksang Arts Award de Melhor Nova Atriz - Filme.
Em 2011, Kim estava em outro filme policial, I Am a Dad, interpretando a filha de Kim Seung-woo. Ela teve seu primeiro papel na televisão na série dramática Listen to My Heart, interpretando a versão mais jovem do personagem de Hwang Jung-eum. Ela apareceu nos quatro primeiros episódios, e sua atuação foi elogiada pelos críticos de TV. Seu próximo papel foi no drama sul-coreano Barbie, ao lado de sua irmã Kim Ah‑ron. O filme é sobre adoção internacional e foi o primeiro filme coreano a ganhar o prêmio de Melhor Filme no Giffoni International Film Festival em 2012. Kim então teve um papel duplo no filme de suspense The Neighbor, interpretando uma vítima de assassinato e o próximo alvo do serial killer.

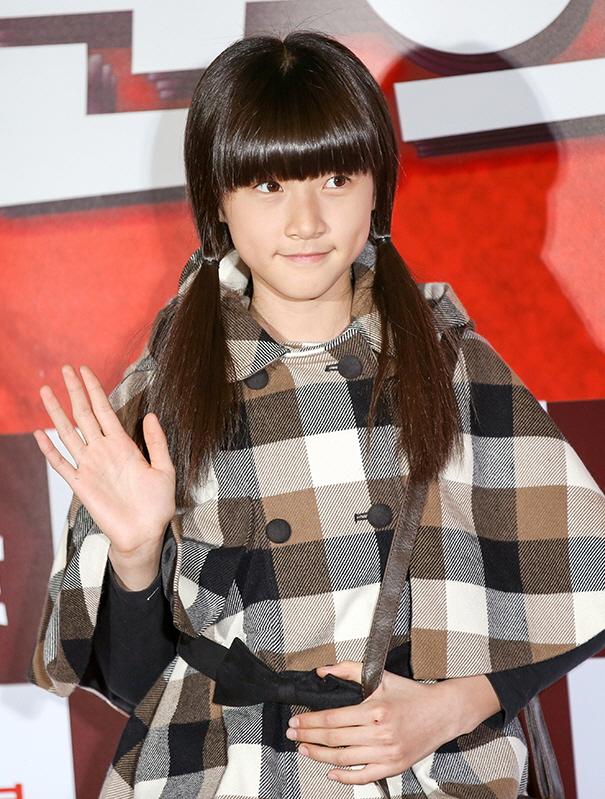
Kim em dezembro de 2012

Em 2013, ela interpretou uma aluna no drama de televisão The Queen's Classroom, que lhe rendeu o prêmio de Melhor Jovem Atriz no MBC Drama Awards de 2013 (compartilhado com três colegas de elenco).
Em uma entrevista de 2014, o empresário de Kim disse que Kim tinha "um grande olho para bons roteiros, o que lhe permitiu escolher seus próprios projetos em uma idade muito jovem". Kim também afirmou que nunca teve dificuldade em aceitar papéis difíceis e foi capaz de mergulhar lentamente nos personagens. Seu primeiro papel do ano foi no documentário-drama Manshin: Ten Thousand Spirits, reencenando a versão adolescente da xamanista Kim Geum-hwa. Ela então interpretou uma vítima de bullying e violência doméstica no filme A Girl at My Door. Ela aceitou o papel porque gostou do roteiro e se sentiu atraída pela personagem. Kim compareceu ao Festival de Cinema de Cannes pela segunda vez quando o filme estreou lá como uma seleção oficial Un Certain Regard. Sua atuação foi elogiada pelos críticos - a Variety o chamou de "hipnotizante" e a Twitch Film observou que ela havia mostrado mais camadas e profundidade em comparação com seus papéis anteriores. Ela foi indicada a muitos prêmios, ganhando o prêmio de Melhor Nova Atriz no 35º Blue Dragon Film Awards e o Golden Cinematography Awards. Também em 2014, ela estrelou a série de televisão de fantasia e romance adolescente Hi! School: Love On como um anjo que se torna humano, e o filme de suspense Manhole, interpretando uma garota com deficiência auditiva que é sequestrada por um serial killer.

### 2015–2021: Aclamação e transição para papéis principais

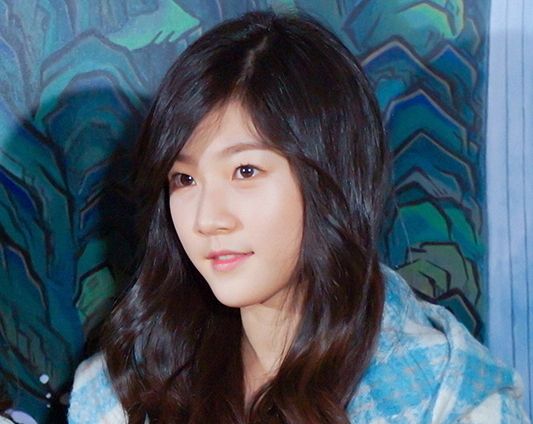
Kim em fevereiro de 2014

Em 2015, Kim teve um papel principal no especial de televisão do Drama City, Snowy Road. A série dramática de duas partes é sobre as "mulheres de conforto" na Coreia sob o domínio japonês durante a Segunda Guerra Mundial, e mais tarde foi lançada como um filme nos cinemas. A performance de Kim como uma mulher de conforto de 15 anos foi elogiada por críticos e espectadores, e ela foi premiada como Melhor Atriz em Filme Estrangeiro no Golden Rooster e no Hundred Flowers Film Festival. Ela então interpretou a personagem principal na série de televisão To Be Continued e a versão mais jovem do personagem de Choi Kang-hee em Glamorous Temptation.
Ela foi escalada para seu primeiro papel adulto na série dramática de televisão de 2016, Secret Healer, interpretando uma princesa amaldiçoada da era Joseon. Sua personagem tem um romance fictício com Heo Jun, interpretado por Yoon Shi-yoon, que é 14 anos mais velho que Kim.
Em novembro de 2016, Kim assinou com a YG Entertainment.
Em 2018, Kim estrelou o filme de suspense The Villagers. Em 2019, Kim estrelou a quarta temporada da websérie Love Playlist. No mesmo ano, ela estrelou o drama de suspense Leverage, baseado no drama americano de mesmo nome.
Em novembro de 2019, foi relatado que o contrato de Kim com a YG Entertainment havia expirado e que ela deixaria a empresa. Em janeiro de 2020, Kim assinou com a Gold Medalist junto com os atores Kim Soo-hyun e Seo Yea-ji.

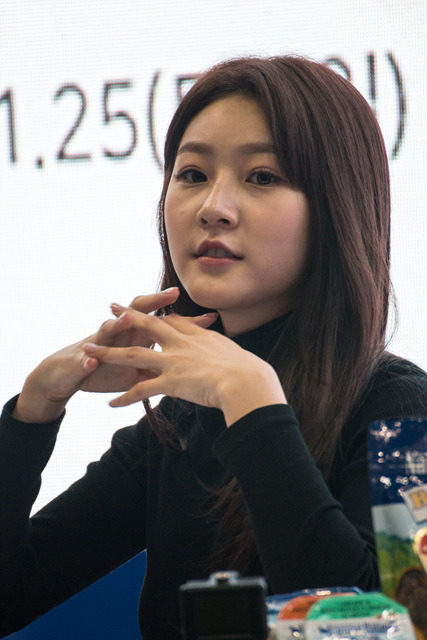
Kim em novembro de 2017

Em maio de 2021, Kim foi confirmada para interpretar o papel principal feminino na websérie de 12 episódios The Great Shaman Ga Doo-shim, com Nam Da-reum interpretando o protagonista masculino.

### 2022–2024: incidente de DUI, estagnação na carreira e tentativa de retorno
Em abril de 2022, ela foi escalada para o drama da SBS Trolley. No entanto, mais tarde em maio de 2022, ela deixou o projeto após bater seu veículo e, posteriormente, ter acusações de dirigir embriagada movidas contra ela.
Em maio de 2022, Kim estava dirigindo alcoolizada no distrito de Gangnam, Seul, por volta das 8h, quando bateu em várias estruturas, incluindo um transformador, guarda-corpos e árvores de rua. No acidente, o transformador quebrou e a eletricidade foi interrompida por cerca de três horas em 57 lugares, incluindo lojas próximas, causando danos aos comerciantes. No dia seguinte, sua agência, Gold Medalist, divulgou um comunicado dizendo que "Kim Sae-ron está refletindo profundamente sobre seu aparente erro. Os danos causados pelo acidente estão sendo compensados o máximo possível. Farei o meu melhor para assumir a responsabilidade até o fim."
Em dezembro de 2022, Kim decidiu não renovar seu contrato com a Gold Medalist.
Em 17 de abril de 2024, foi anunciado que Kim atuaria na próxima peça Dong Chi Mee. Este seria seu primeiro retorno à atuação desde o incidente. Em 18 de abril, os organizadores da peça anunciaram que Kim estava se afastando devido a problemas de saúde.

### 2025: Lançamento póstumo
Os dois últimos filmes de Kim, Guitar Man e Urineun Maeil Maeil (Day by Day), foram programados para serem lançados postumamente em 2025. As filmagens de Guitar Man terminaram no final de 2024 para um lançamento planejado em maio de 2025. Urineun Maeil Maeil (Day by Day) foi filmado no segundo semestre de 2021 e pretendia ser lançado no primeiro semestre de 2022. No entanto, devido a dificuldades na pós-produção, incluindo o incidente em que Kim foi flagrada dirigindo embriagada em maio de 2022, o filme foi arquivado e teve seu lançamento nos cinemas sul-coreanos agendado para setembro de 2025.

## Vida pessoal

### Consequências do incidente de DUI
Em 19 de maio de 2022, Kim postou um pedido de desculpas escrito à mão em sua conta do Instagram. Ela declarou:

Primeiro, lamento informá-los da minha posição após organizar a situação do acidente e dos danos. Ontem, 18 de maio de 2022, por volta das 8h, em Gangnam, sofri um acidente que danificou propriedade pública. Cometi um grande erro enquanto bebia.

Causei danos a muitas pessoas, incluindo comerciantes, cidadãos e aqueles que fizeram os reparos. Eu deveria ter agido com mais cuidado e responsabilidade, mas não consegui. Peço desculpas sinceramente.
Estamos lidando com os danos causados pelo acidente junto com a empresa. Farei o meu melhor para me comunicar e resolver ativamente o assunto até o fim. Lamento profundamente aos meus colegas atores e à equipe, bem como à equipe de produção, por interromper a produção do trabalho que estava sendo filmado e preparado.

Mais uma vez, peço desculpas profundamente e lamento por causar preocupação. Não há desculpa para este infeliz incidente. Estou desapontada e muito envergonhada pelos erros que cometi.
Ela continuou a receber críticas depois que foi relatado online que ela teria oferecido sua festa de 22 anos, dois meses após o incidente, em um bar e pedido aos convidados que trouxessem álcool. Em 4 de novembro de 2022, foi relatado que todo o dinheiro que Kim acumulou durante sua carreira foi usado para cobrir os custos incorridos devido ao acidente e despesas de liquidação, e que ela havia aceitado um emprego de meio período. Mais tarde, a Gold Medalist confirmou que Kim tinha um emprego de meio período porque sua situação financeira era difícil, mas depois pediu demissão.
Em 8 de março de 2023, o promotor do Tribunal Distrital Central de Seul pediu uma multa de ₩20 milhões. Mais tarde, Kim apelou por clemência devido a dificuldades financeiras e solicitou uma multa de ₩4 milhões do Sr. A, que estava viajando com ela. Sua agência anterior, a Gold Medalist, compensou as empresas afetadas pela queda de energia resultante de sua colisão com o transformador, junto com a atriz. Na época de sua morte, ela tinha uma dívida de mais de ₩400 milhões de wons (US$ 486.000) com sua agência como resultado desses acordos.

### Relacionamento
Em 24 de março de 2024, o ator Kim Soo-hyun negou rumores de namoro com Kim, após uma foto em close-up deles, que ela brevemente postou e apagou no Instagram, circular online. Sua agência, Gold Medalist, declarou que os rumores eram falsos, explicando que a foto foi tirada quando eles estavam sob a mesma gestão e que eles desconheciam suas intenções ao compartilhá-la. A agência também alertou contra conteúdo difamatório. Em março de 2025, a mãe de Kim criticou a declaração de 2024 da Gold Medalist, que a retratou falsamente como uma jovem confusa que mentiu.
Logo após o suicídio de Kim, o canal sul-coreano Hoverlab, no YouTube, alegou que Kim Soo-hyun havia começado a namorar com ela quando ela ainda era menor de idade, com apenas 15 anos. Para apoiar as alegações, a Hoverlab divulgou materiais supostamente da família da atriz. Sua agência, Gold Medalist, negou as acusações e ameaçou processar a Hoverlab. Em 14 de março de 2025, o Gold Medalist publicou uma declaração confirmando que Kim Soo-hyun namorou Kim, embora alegassem que seu relacionamento romântico durou apenas do verão de 2019 ao outono de 2020, quando a atriz tinha entre 19 e 20 anos; o ator tinha entre 31 e 32 anos na época. No entanto, o Gold Medalist afirmou que a foto de Kim Soo-hyun e Kim divulgada pelo Hoverlab foi tirada no inverno de 2020. Havia inconsistências nas declarações do Gold Medalist que continuam mudando. Eles também disseram que uma carta vazada que ele havia escrito para Kim quando ela tinha 17 anos era casual e platônica, afirmando que "a expressão 'sinto sua falta' era uma expressão casual que um soldado usava enquanto servia nas forças armadas com conhecidos próximos".

## Morte e funeral
Em 16 de fevereiro de 2025 às 16h54, Kim foi encontrada morta por um amigo em sua casa em Seongsu-dong, distrito de Seongdong, Seul. Ela tinha 24 anos. Uma investigação se seguiu e, no dia seguinte, sua morte foi considerada suicídio por policiais. Antes de seu funeral, um velório foi realizado no Centro Médico Asan, em Seul, onde várias celebridades prestaram suas homenagens. Um funeral privado foi realizado no mesmo local na manhã de 19 de fevereiro. Ela foi temporariamente sepultada no Parque Memorial Tongil-ro, em Paju, e sepultada em um terceiro serviço memorial em 21 de fevereiro, no Parque Memorial Utopia, em Anseong.
Kwon Young-chan, chefe de um grupo cívico que trabalha para prevenir o suicídio entre figuras públicas, declarou aos repórteres que o pai de Kim o havia informado de que ela foi profundamente afetada pelo conteúdo mordaz postado nas redes sociais que expôs partes de sua vida privada. Nos aproximadamente 1.000 dias entre o seu acidente de carro por dirigir embriagada, em maio de 2022, e sua morte, as principais organizações de notícias sul-coreanas publicaram cerca de 2.000 reportagens sobre Kim, muitas das quais sensacionalistas e negativas. Após o incidente, canais de fofoca do YouTube criticaram sua vida privada, alegando sem evidências que ela estava exagerando suas dificuldades financeiras trabalhando em cafeterias e demonstrava falta de remorso por meio de postagens nas redes sociais. Yu Hyun-jae, professor de comunicação na Universidade Sogang, observou que a mídia tradicional amplifica alegações infundadas nas redes sociais e nos dramas do YouTube, muitas vezes ignorando a verificação de fatos para aumentar a audiência em meio ao declínio da audiência. Heo Chan-haeng, diretor executivo do Centro de Responsabilidade da Mídia e Direitos Humanos, declarou após a morte da atriz: "Sua vida privada foi indiscriminadamente divulgada além do necessário".

Sua morte atraiu duras críticas às formas prejudiciais como a mídia trata as celebridades, o que fomenta uma cultura de assédio.